# Blumenthal (Luksemburg)
Blumenthal (lb. Blummendall) – wieś (Uertschaft) we wschodnim Luksemburgu, część jej leży w kantonie Echternach, w gminie Bech, a pozostała jej część w kantonie Grebenmacher, w gminie Junglinster. Do 3 października 2015 miejscowość leżała w dystrykcie Grevenmacher. Wieś zamieszkują 43 osoby (1 stycznia 2023).